# Vielle-Tursan
Vielle-Tursan ist eine französische Gemeinde mit 283 Einwohnern (Stand: 1. Januar 2022) im Département Landes in der Region Nouvelle-Aquitaine. Sie gehört zum Kanton Adour Armagnac und zum Arrondissement Mont-de-Marsan. 
Nachbargemeinden sind Sarraziet im Nordwesten, Montsoué im Norden, Fargues im Nordosten, Saint-Loubouer im Osten, Bats im Süden, Aubagnan im Südwesten und Coudures im Westen.

## Bevölkerungsentwicklung
| Jahr      | 1962 | 1968 | 1975 | 1982 | 1990 | 1999 | 2008 | 2017 |
| --------- | ---- | ---- | ---- | ---- | ---- | ---- | ---- | ---- |
| Einwohner | 371  | 345  | 339  | 310  | 301  | 291  | 298  | 257  |